# Pile-familien
Pile-familien tilhører dækfrøede planter. I den gamle familieopdeling omfattede denne familie slægterne "pil", "poppel" og "asp". Genetiske undersøgelser, som er registreret af Angiosperm Phylogeny Group (APG) har dog udvidet indholdet af denne familie, så den nu rummer 56 slægter og ca. 1220 arter, inklusive de tidligere "Scyphostegiaceae" og mange hos "Flacourtiaceae".
Familien anses for at være nært beslægtet med Viol-familien og Passionsblomst-familien, sådan at de tre hører hjemme i Barbadoskirsebær-ordenen.
Alle arterne i familien er træer eller buske (polarpil er staudeagtig) med usammensatte, spredtstillede blade. Arter, der hører hjemme i tempererede egne bladeer almindeligvis løvfældende. De fleste har takket eller tandet blardand.Familiens arter har ofte blomster, der er reducerede og uanselige.
| Slægter |

Pile-familiens slægter inddelels i tre underfamilier:
Saliceae
- Azara Ruiz & Pavón
- Bennettiodendron Merrill
- Carrierea Franchet
- Dovyalis Arnott
- Flacourtia L'Heritier
- Idesia Maximowicz
- Itoa Hemsley
- Lasiochlamys Pax & K. Hoffmann
- Ludia de Jussieu
- Olmediella Baillon
- Poliothyrsis Oliver
- Poppel L.
- Priamosia Urban
- † Pseudosalix Boucher, Manchester, & Judd[5]
- Pil L.
- Tisonia Baillon
- Xylosma G. Forster (tidligere Priamosia)

Scolopieae
- Hemiscolopia van Slooten
- Phyllobotryon Müller
- Pseudoscolopia Gilg
- Scolopia Schreber

Samydoideae
- Casearia Jacquin (omfatter Hecatostemon, Laetia, Samyda og Zuelania )
- Euceraea Martius
- Irenodendron Alford & Dement

## Eksterne adresser
- Salicaceae på Curlie (som bygger videre på Open Directory Project)